# Terremoto de Gisborne de 2007
El terremoto de Gisborne de 2007 ocurrió bajo el Océano Pacífico a unos 50 kilómetros (31,1 mi) frente a la costa este de la Isla Norte de Nueva Zelanda a las 8:55 pm NZDT del 20 de diciembre. El temblor tuvo una magnitud de momento de 6,7 y una intensidad máxima de Mercalli de VII (muy fuerte ), y afectó a la ciudad de Gisborne, pero se sintió ampliamente en todo el país, desde Auckland en el norte hasta Dunedin en el sur.

## Información tectónica
Nueva Zelanda se encuentra a lo largo del límite entre las placas indoaustraliana y del Pacífico.
- En la Isla Sur, la mayor parte del desplazamiento relativo entre estas placas se produce a lo largo de una única falla de dextral (lateral derecha) con un importante componente inverso, la falla alpina .
- En la Isla Norte, el desplazamiento se produce principalmente a lo largo de la zona de subducción Kermadec-Tonga, aunque el componente restante del deslizamiento dextral es acomodado por el Sistema de Fallas de la Isla Norte . La subducción frente a la costa tiene lugar en la Fosa Hikurangi, que corre paralela a la costa este de la Isla Norte y es la extensión sur de la Fosa Kermadec, aunque aquí los terremotos ocurren con menos frecuencia.[2]

## Efectos
Si bien inicialmente se informó que el terremoto no causó muertes, una anciana en Gisborne sufrió un ataque cardíaco y murió poco después del terremoto. Varios edificios en el centro de Gisborne resultaron dañados. El distrito comercial central se cerró para permitir que los inspectores de edificios evaluaran los edificios en busca de daños; tres edificios se habían derrumbado. Hubo apagones inmediatamente después del terremoto. El reloj del pueblo se detuvo a las 8:55 pm. Hasta el 14 de enero de 2008, la Comisión de Terremotos había recibido más de 3.100 reclamaciones de seguros por valor de 16 dólares millón.  Anteriormente se estimó que el coste de los daños causados por el terremoto podría ascender a 30 dólares. millón. 